# Stacyville
Stacyville ist eine Stadt am Little Cedar River im Mitchell County im Nordosten des US-Bundesstaates Iowa nahe der Grenze zu Minnesota. Das U.S. Census Bureau hat bei der Volkszählung 2020 eine Einwohnerzahl von 458 auf einer Fläche von 1,2 km² ermittelt. 
Bei Stacyville liegt der Riverside Park mit dem kleinen Riverside Park Pound. Ein weiterer Stadtpark ist der Stacyville City Park.
Stacyville ist auch an ein Eisenbahnnetz angeschlossen, das hier endet. Weiterhin wird sie vom Iowa Highway 227 tangiert.

## Geschichte
1855 erwarben Homer Stacy und sein Bruder Fitch B. Stacy auf dem heutigen Stadtgebiet 600 Hektar Land. Im Februar 1856 zogen Homer und Amelia Stacy mit ihrer Familie in das Mitchell County. Homer erbaute ein Haus das im Juni 1856 vollendet war. Er benannte dieses Gebiet Stacyville. Im August des gleichen Jahres wurden ein Postamt und ein Sägewerk eröffnet. Während des Zweiten Weltkriegs traten viele junge Einwohner dem Militär bei. Außerdem betreute ein Mädchen aus Stacyville Leute, die aus einem Konzentrationslager befreit wurden. Viele Einwohner, die dem Militär dienten, wurden im Krieg verletzt oder getötet.